# اضطراب معرفي
الاضطرابات المعرفية (وتعرف أيضاً باسم الاضطرابات المعرفية العصبية) هي صنف من الاضطرابات النفسية التي تؤثر بشكل أساس على المقدرات المعرفية بما فيها التعلم والذاكرة والإدراك وحل المشاكل. عرف الدليل التشخيصي والإحصائي للاضطرابات النفسية في طبعته الخامسة DSM-5 وجود ست مجالات للوظائف العقلية؛ وهي الوظائف التنفيذية والتعلم والذاكرة والوظائف الحركية الإدراكية واللغة والانتباه المعقد والإدراك الاجتماعي.
عادةً ما يكون لهذا النوع من الاضطرابات صلة وصل مع وجود عامل ممرض في الدماغ؛ وغالباً بسبب حدوث ضرر للقسم المسؤول عن الذاكرة في الدماغ.